# Шипка-Бузлуджа (национальный парк)
Национальный парк-музей «Шипка-Бузлуджа» (болг. Национален парк-музей „Шипка-Бузлуджа“) — историко-архитектурный заповедник, на территории которого расположены исторические памятники, имеющие отношение к болгарской истории. Одна из достопримечательностей города Казанлык. На территории парка расположен Шипкинский перевал — одно из исторических и важных событий во время русско-турецкой Освободительной войны 1877—1878 годов.

## История
Высота вершины Бузлуджа составляет 1441 метр, она расположена на 12 километров восточнее Шипкинского перевала. В 1959 года на южном склоне вершины, согласно распоряжению № 274 совета министров, был образован Национальный парк «Бузлуджа». В 1961 году здесь были установлены три памятника. Поблизости от вершины, 30 июля 1868 года произошло последнее сражения отряда Хаджи Димитра с турецкими захватчиками. Здесь же находиться статуя воеводы. За ней расположена стена, которая состоит из 28 каменных блоков. На территории буковой рощи парка 2 августа 1891 года прошел Учредительный конгрес БСДП. В этом месте находиться барельеф из белого камня. Скульпторами этого памятника стали Димитрий Даскалов, Иван Кесяков, Георгий Георгиев, над ним работали скульпторы Калин Бояджиев, Борис Ненков. Поблизости от этой территории, расположен еще один памятник, который посвящен трем павшим партизанам Габровско-Севлиевского отряда. Скульпторами этого монумента стали Стела Райнова и Иван Иванов, а архитектором Иван Татаров. Для изготовления памятников использовался белый врачанский камень. Памятники были открыты 2 августа 1961 года.
Национальный парк-музей «Шипка-Бузлуджа» был создан в 1964 году путем объединения национального парка «Бузлуджа» с национальным парком «Шипка». Он посвящен тем сражениям в ходе Русско-турецкой войны 1877—1878 годов, которые происходили на его территории. В парке установлено 26 памятников героям Шипки. Есть восстановленные позиции, землянки, батареи, которые возводились во время обороны этой территории.
На территории парка-музея установлен памятник Свободы. Его установили в честь людей, которые погибли за свободу Болгарии на Шипкинском перевале. Памятник поставили при помощи пожертвований. Архитектором стал Донков, скульптором Андреев. Памятник открыли 26 августа 1934 года. К памятнику ведут 890 ступенек. Высота его 31,5 метра. Над центральным входом возвышается бронзовый лев. На стенах написано Шипка, Стара Загора, Шейново — это названия поля боев. Памятник установлен на вершине Шипки. Внешне памятник напоминает средневековую болгарскую крепость. На первом этаже памятника есть мраморный саркофаг, в котором захоронены останки погибших людей в боях. В остальных музейных залах, расположена коллекция орденов и медалей. Здесь также есть оружие, боевые знамёна и личные вещи участников сражений.
Зимой 2017—2018 годов, памятник Свободы работал во время рождественских праздников по своему обычному графику. Выходной у музея был только 31 декабря и 1 января. Добраться к памятнику, можно было только пешком по лестнице.
Вход в музей платный. Стоимость билета для взрослого — 3 лв, для учащихся и пенсионеров — 1 лв. Есть семейный билет, который распространяется на двоих родителей и детей возрастом до 18 лет и стоит 6 лв. Для детей до 7 лет вход бесплатный. Есть платные экскурсии, на болгарском языке стоимость составляет 5 лв, на иностранном — 10 лв.
Дирекция парка расположена по улице «П. Р. Славейков», 8, тел. 0431/62495, факс 0431/54084. Директор — 0889404836, связи с общественностью — 0431/64787. Бухгалтерия и Хозяйственный отдел — 0431/63674.

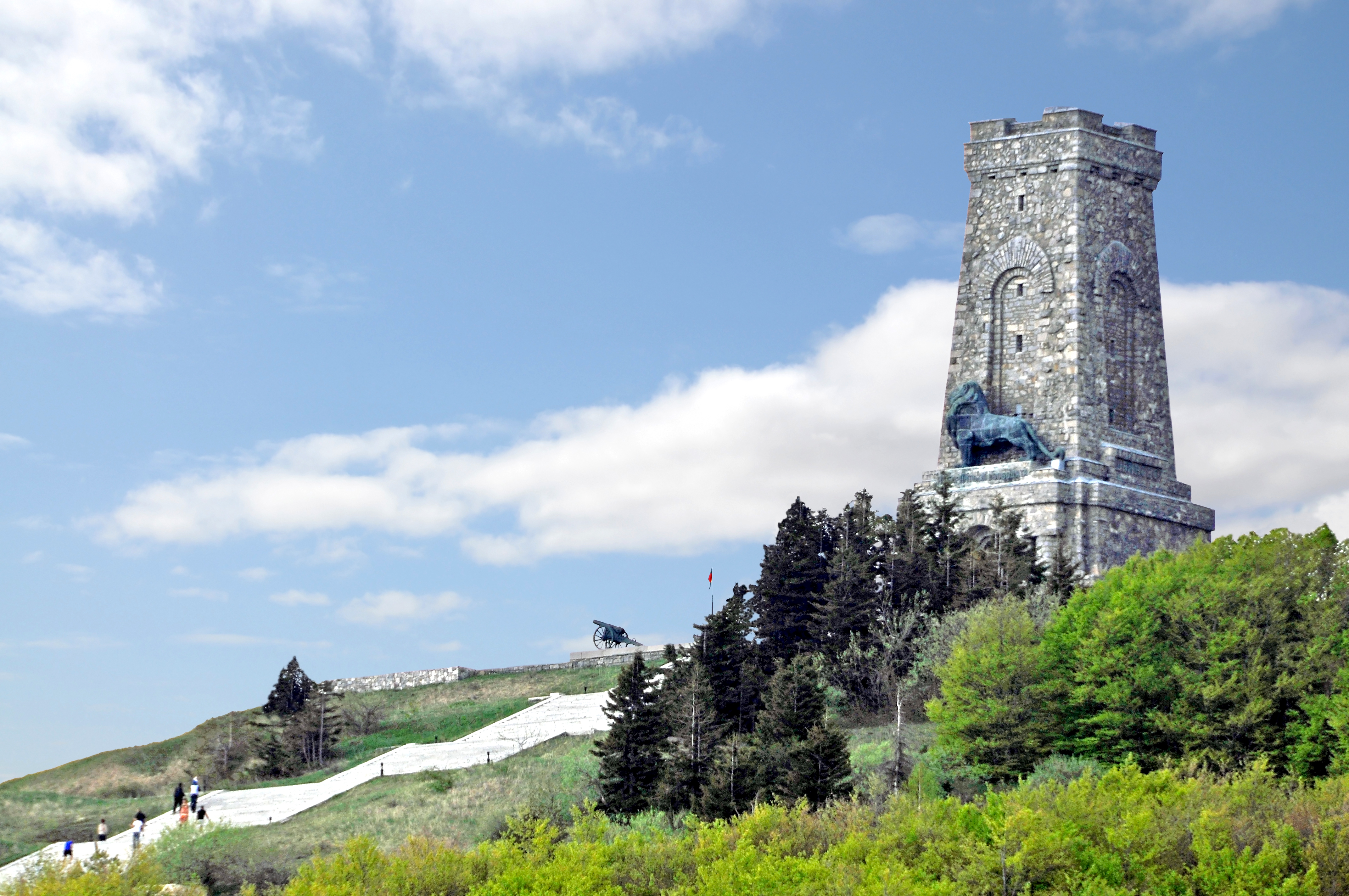
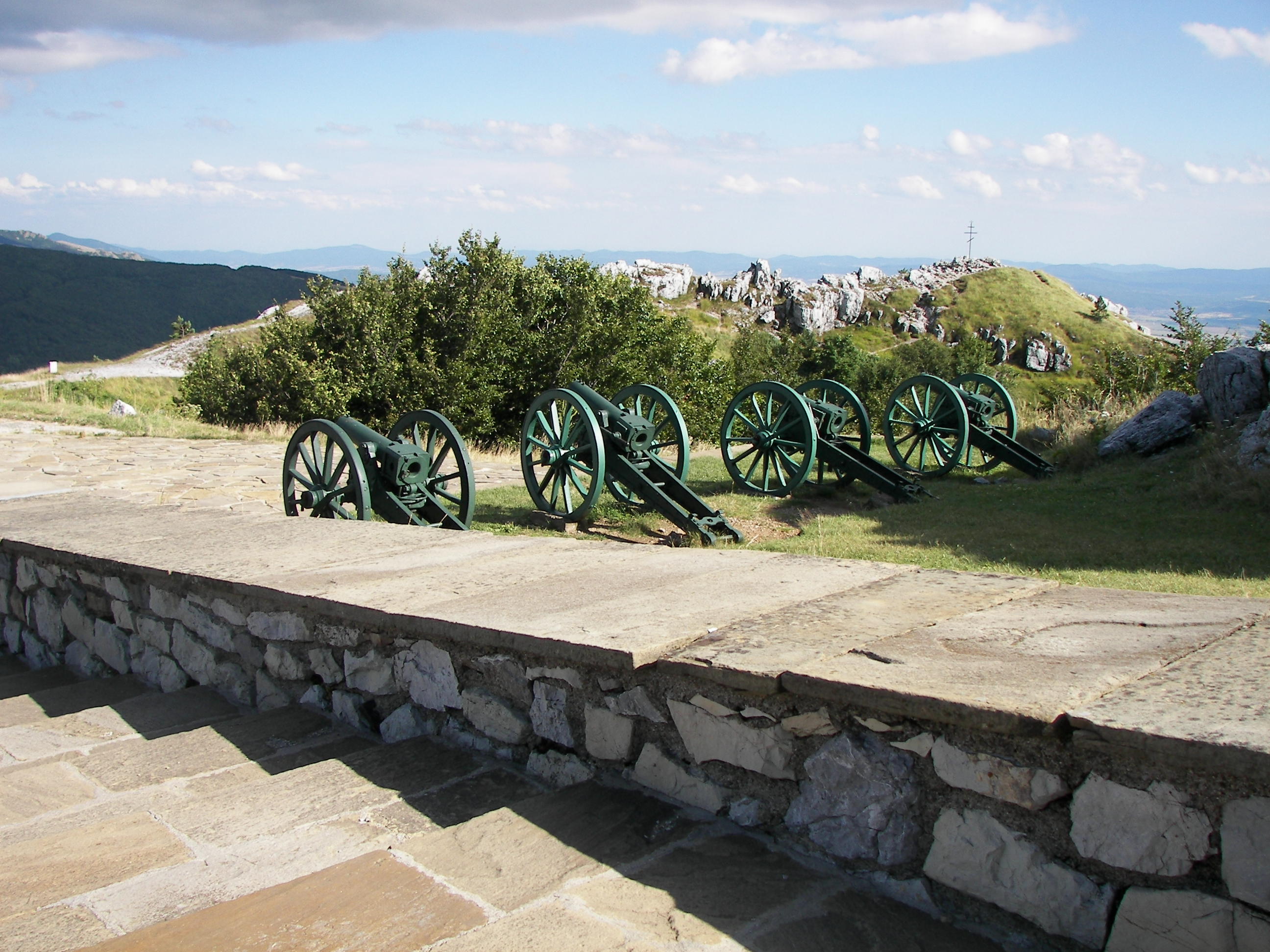
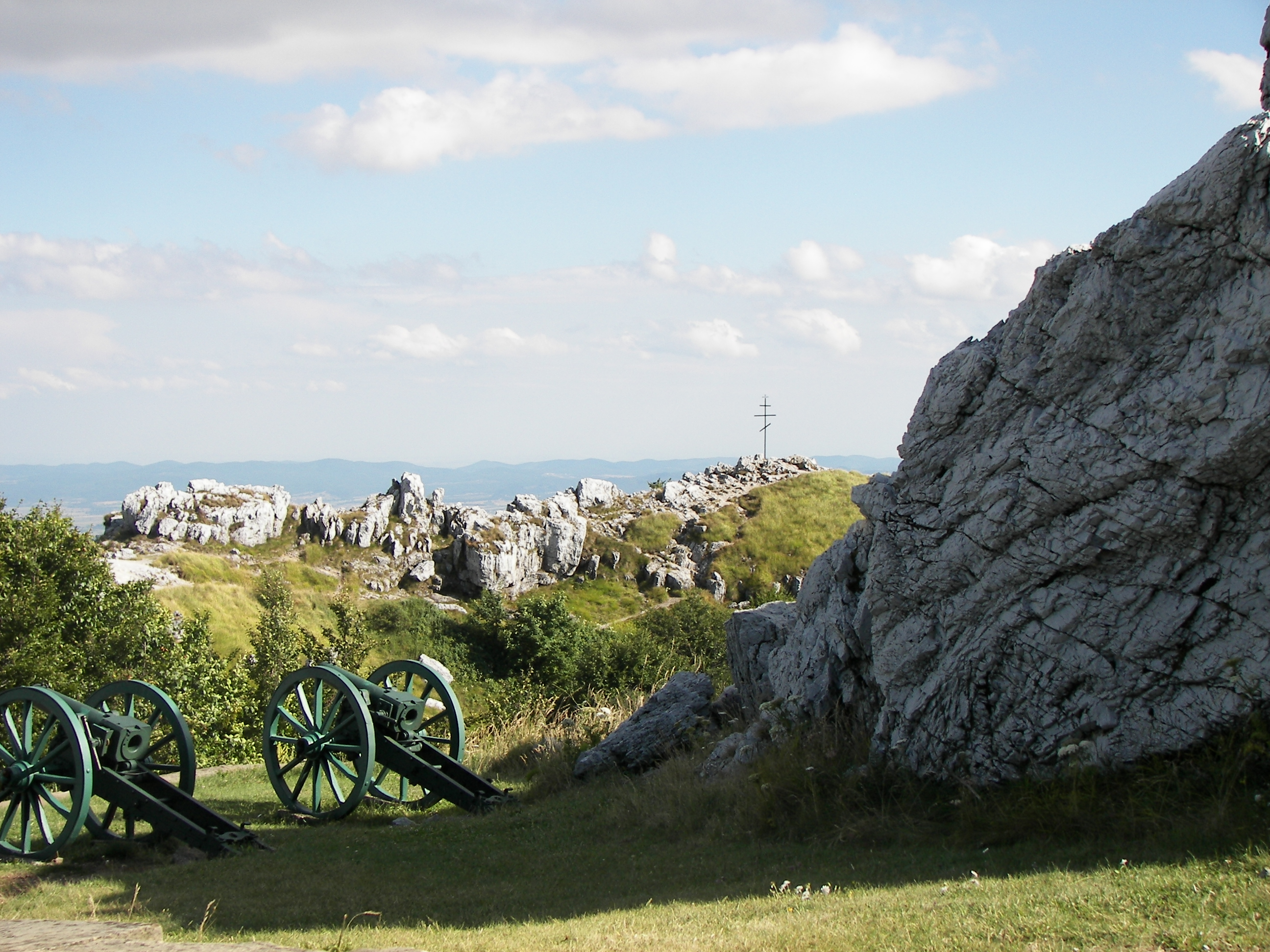
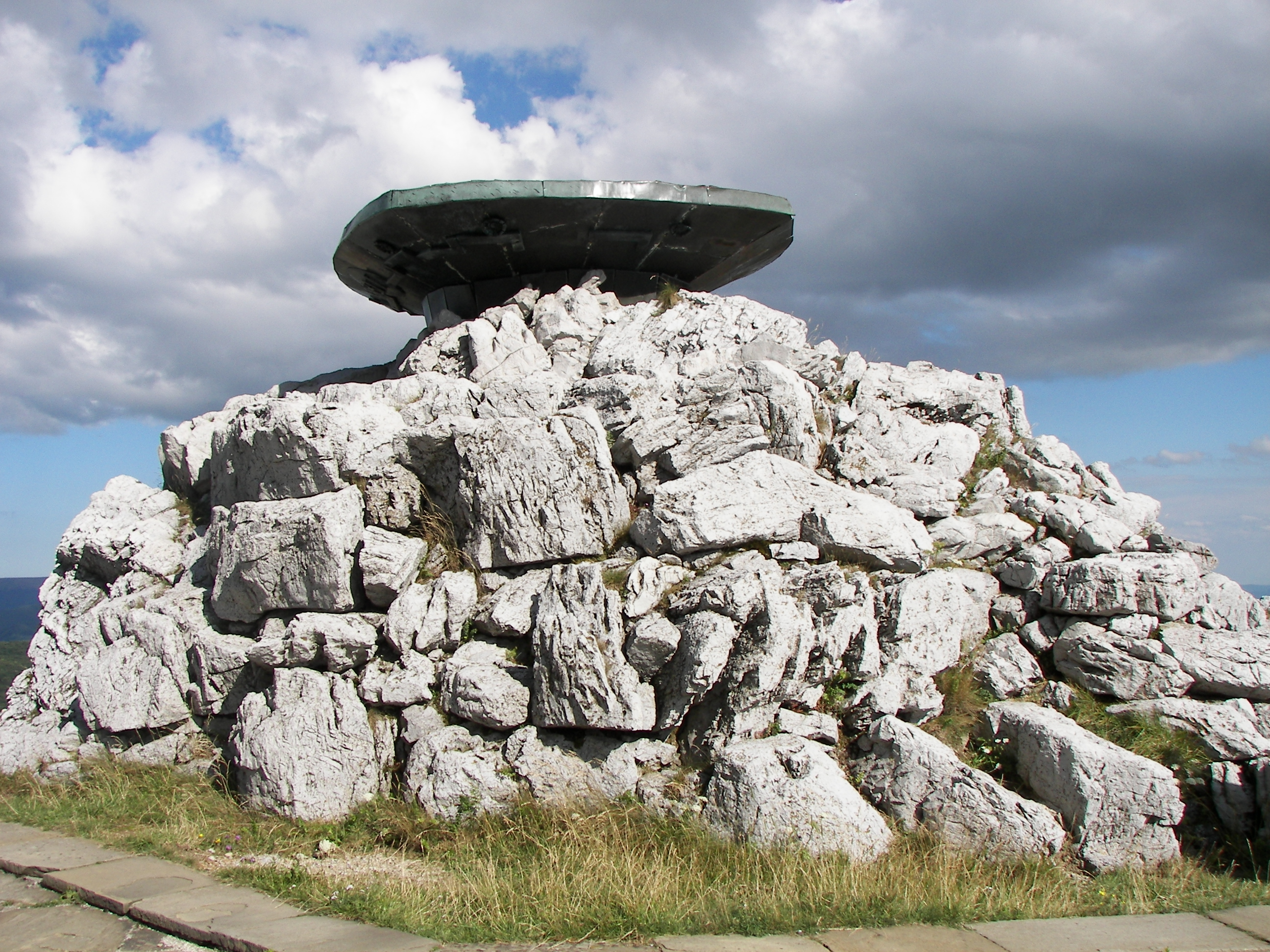
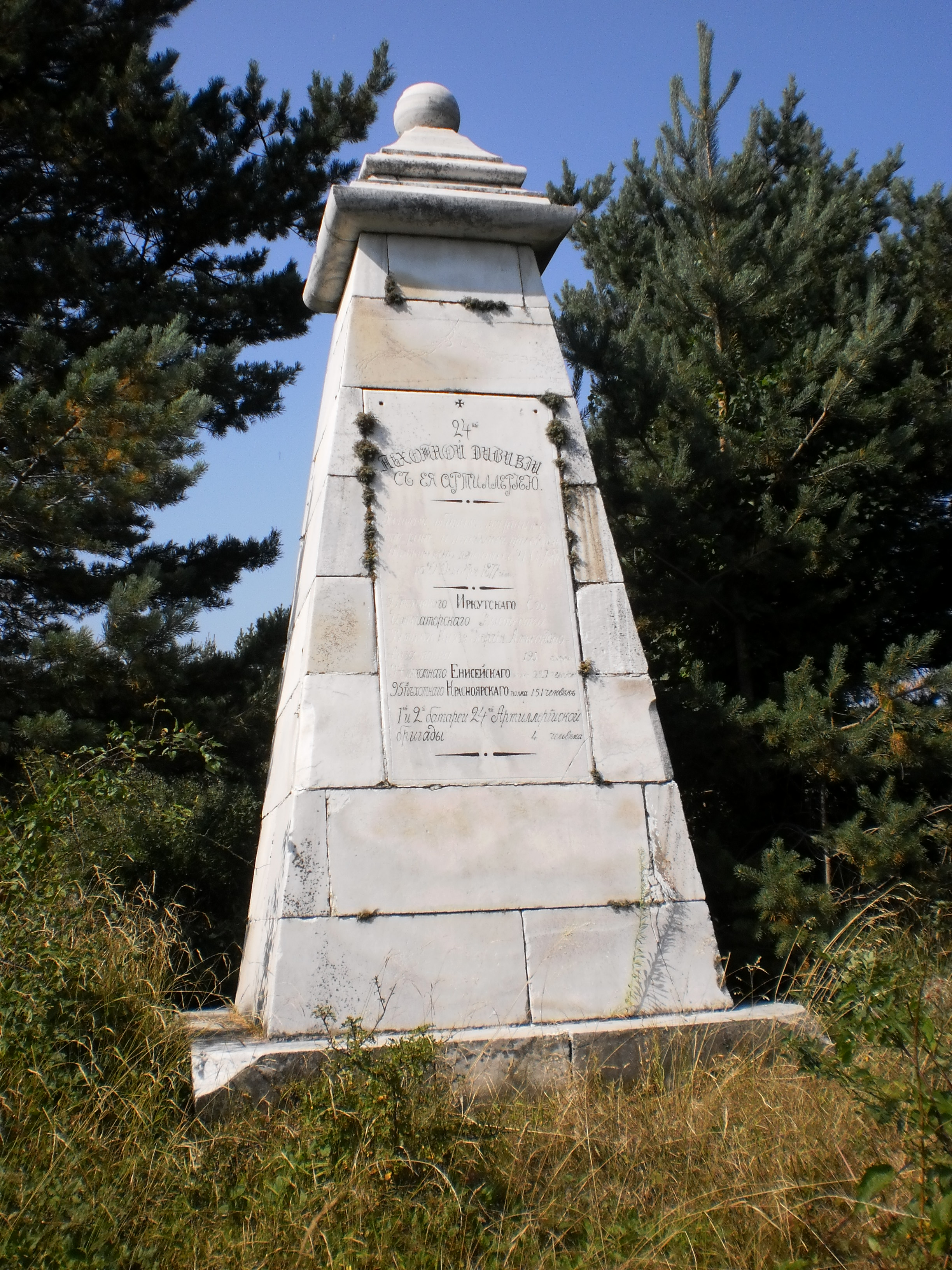
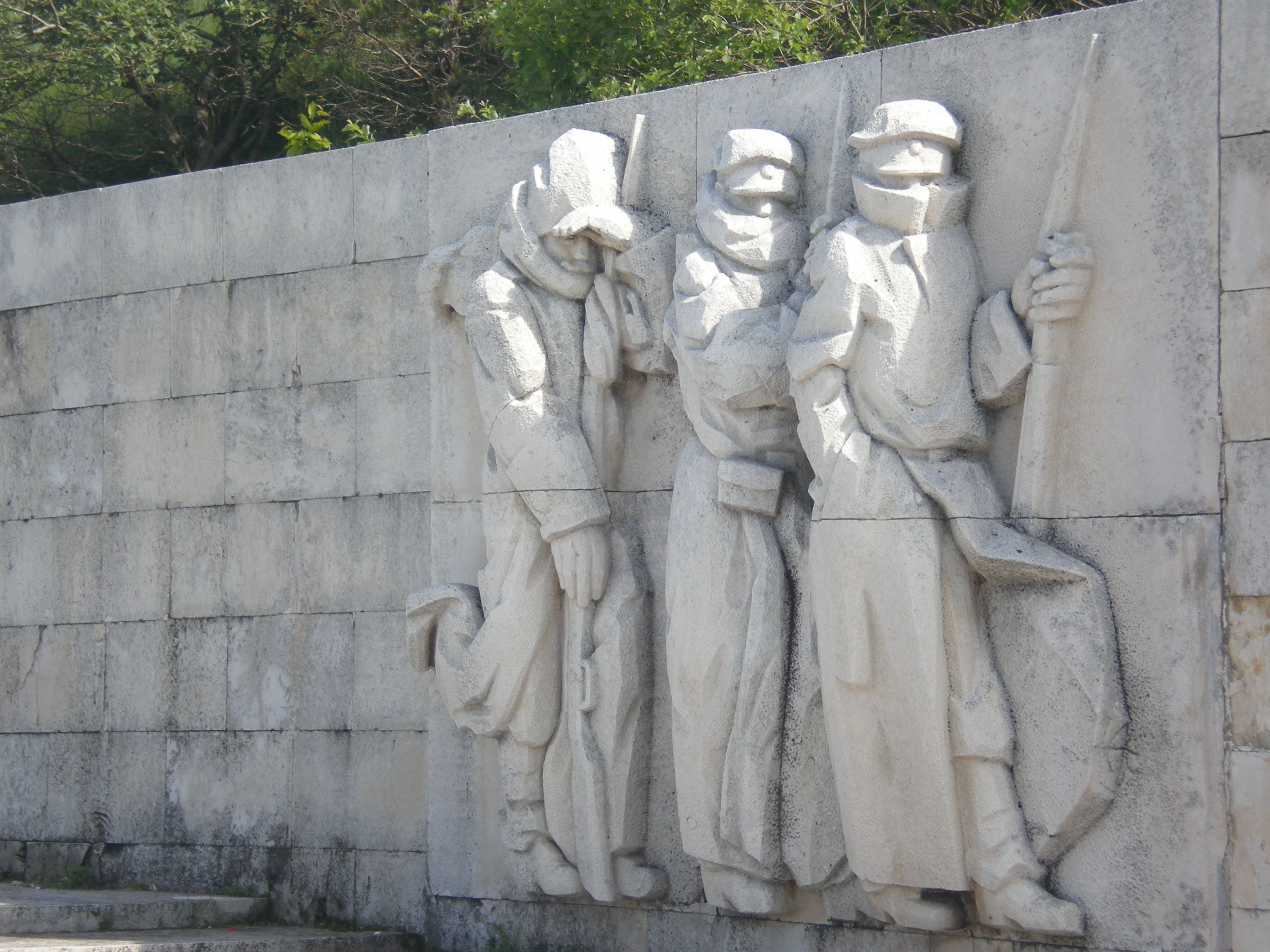
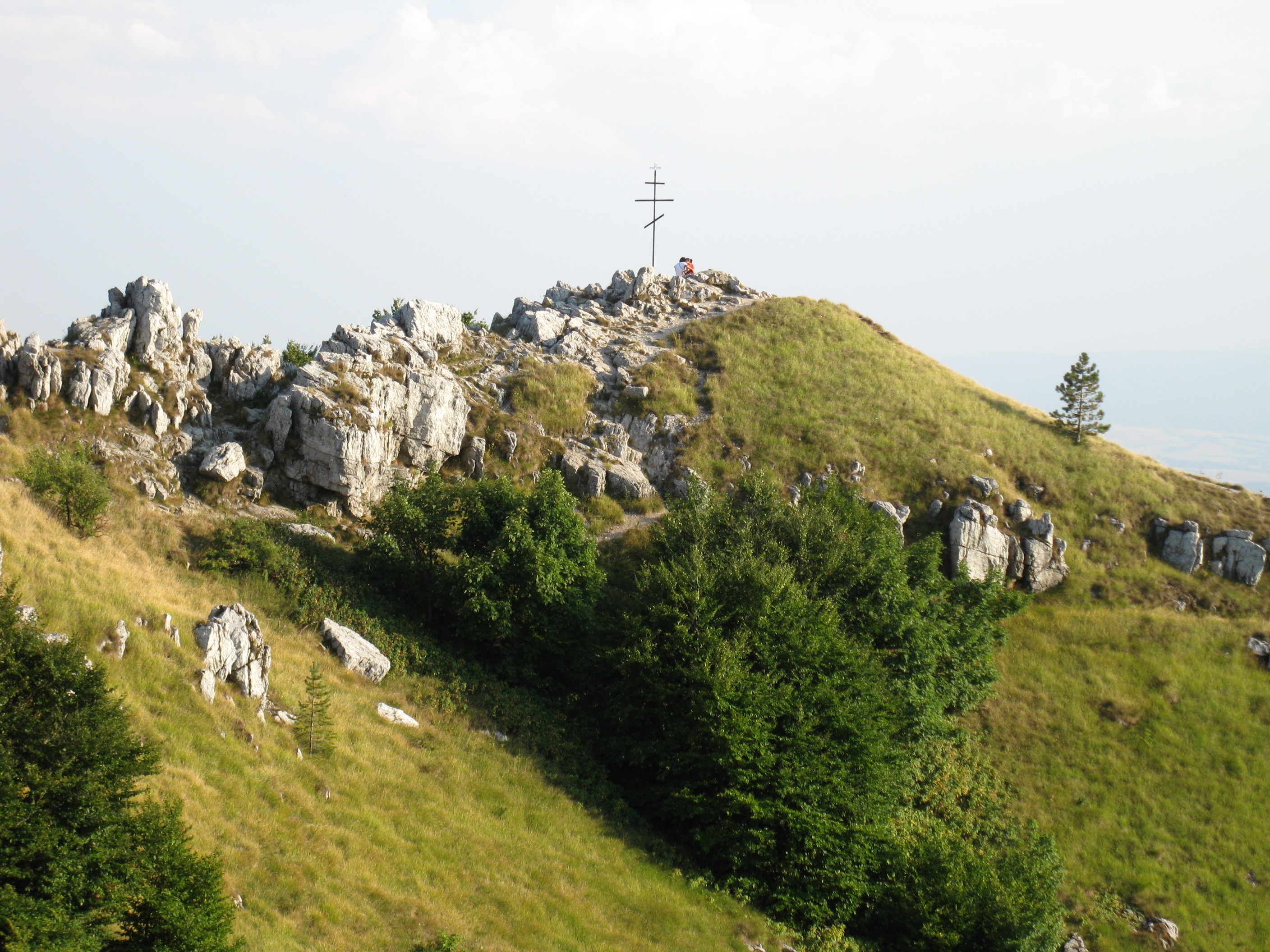
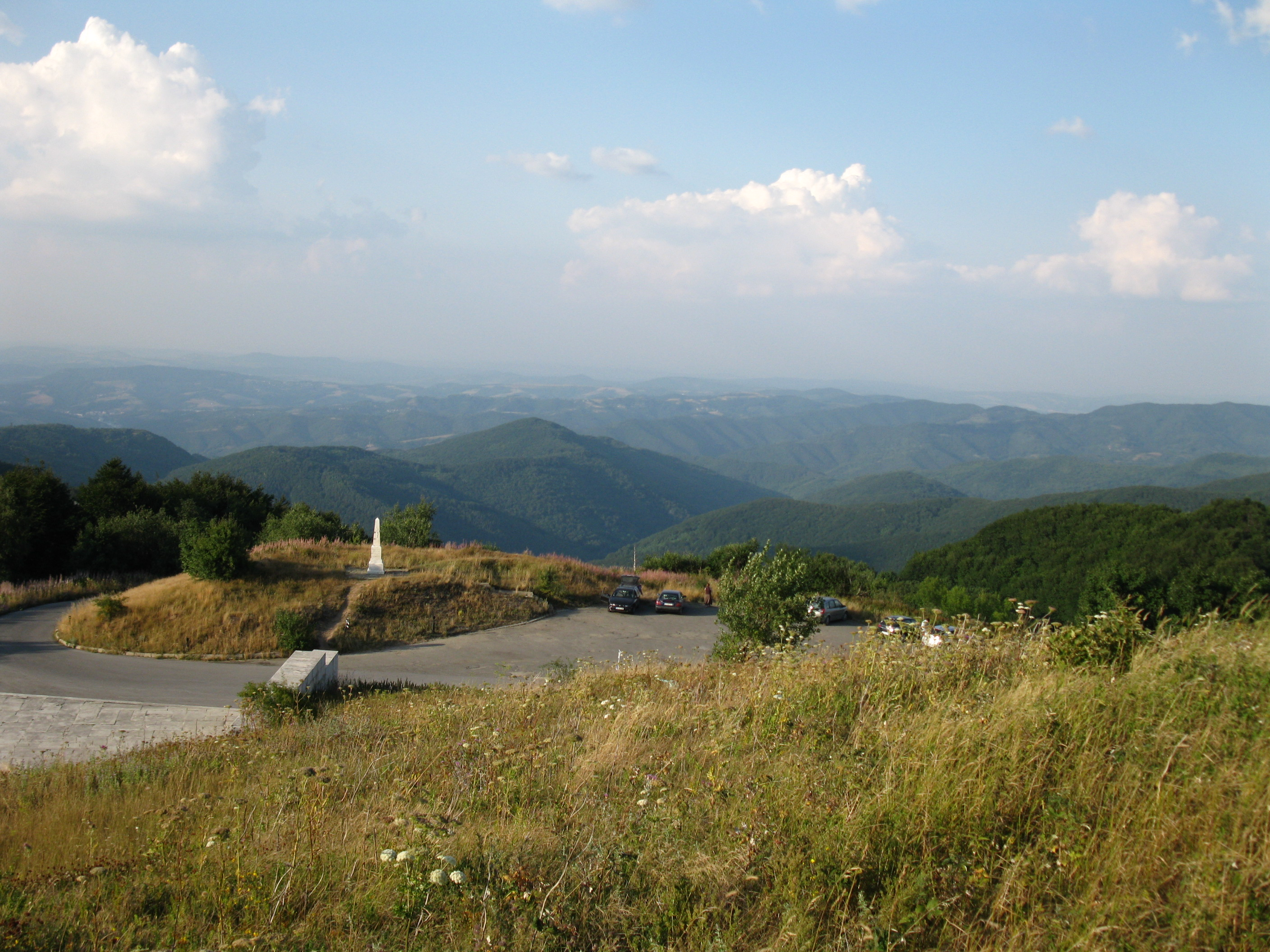
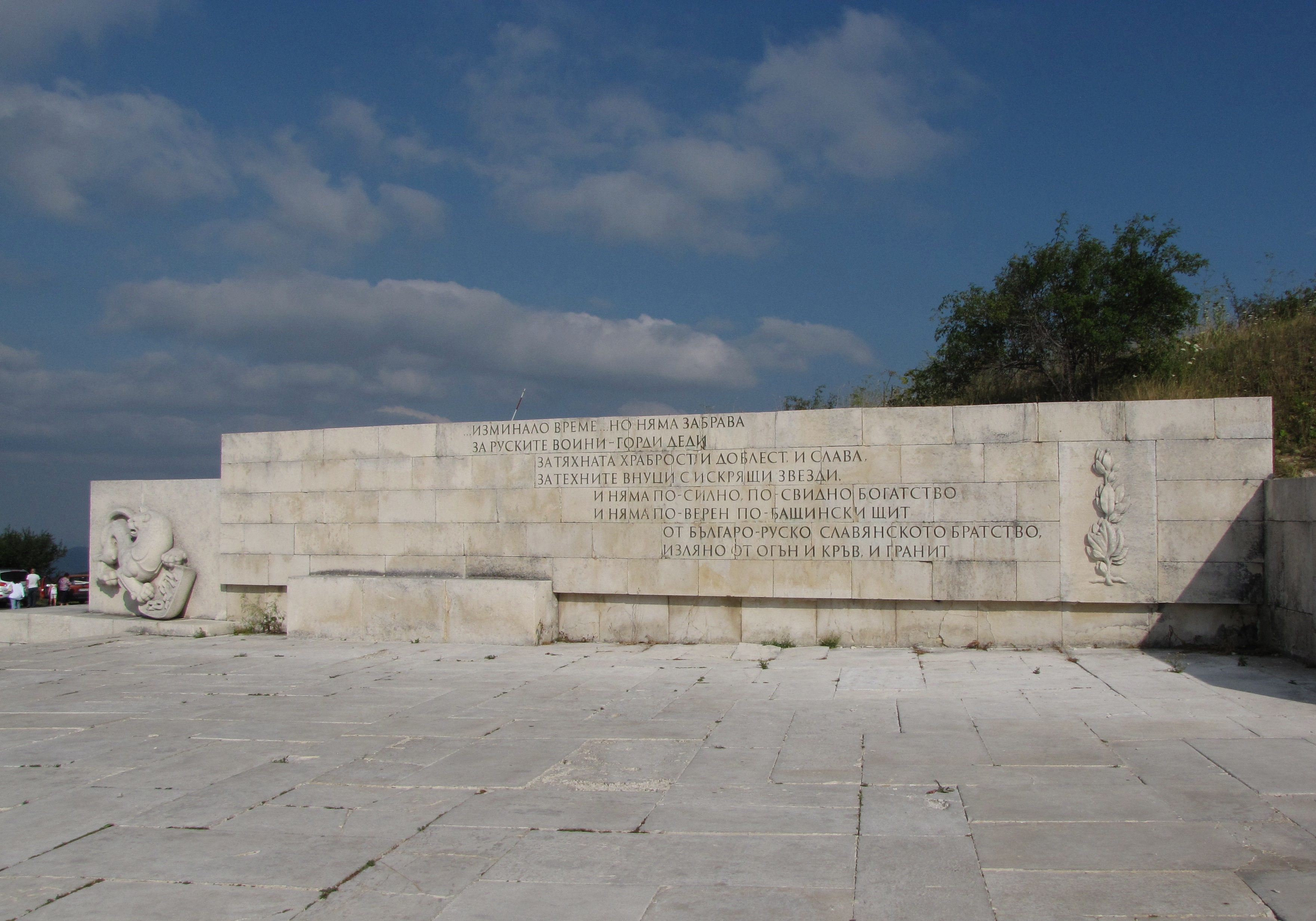
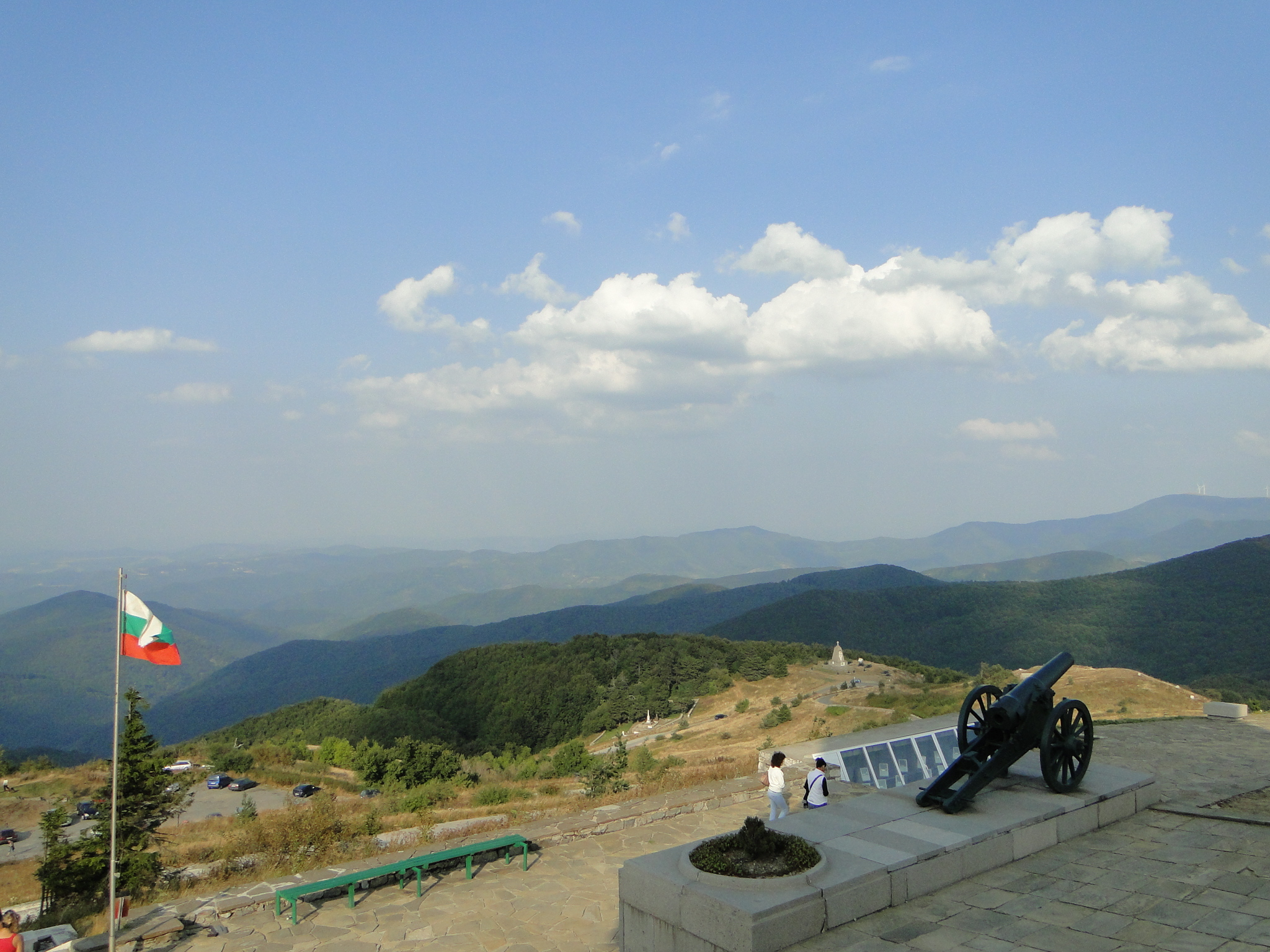
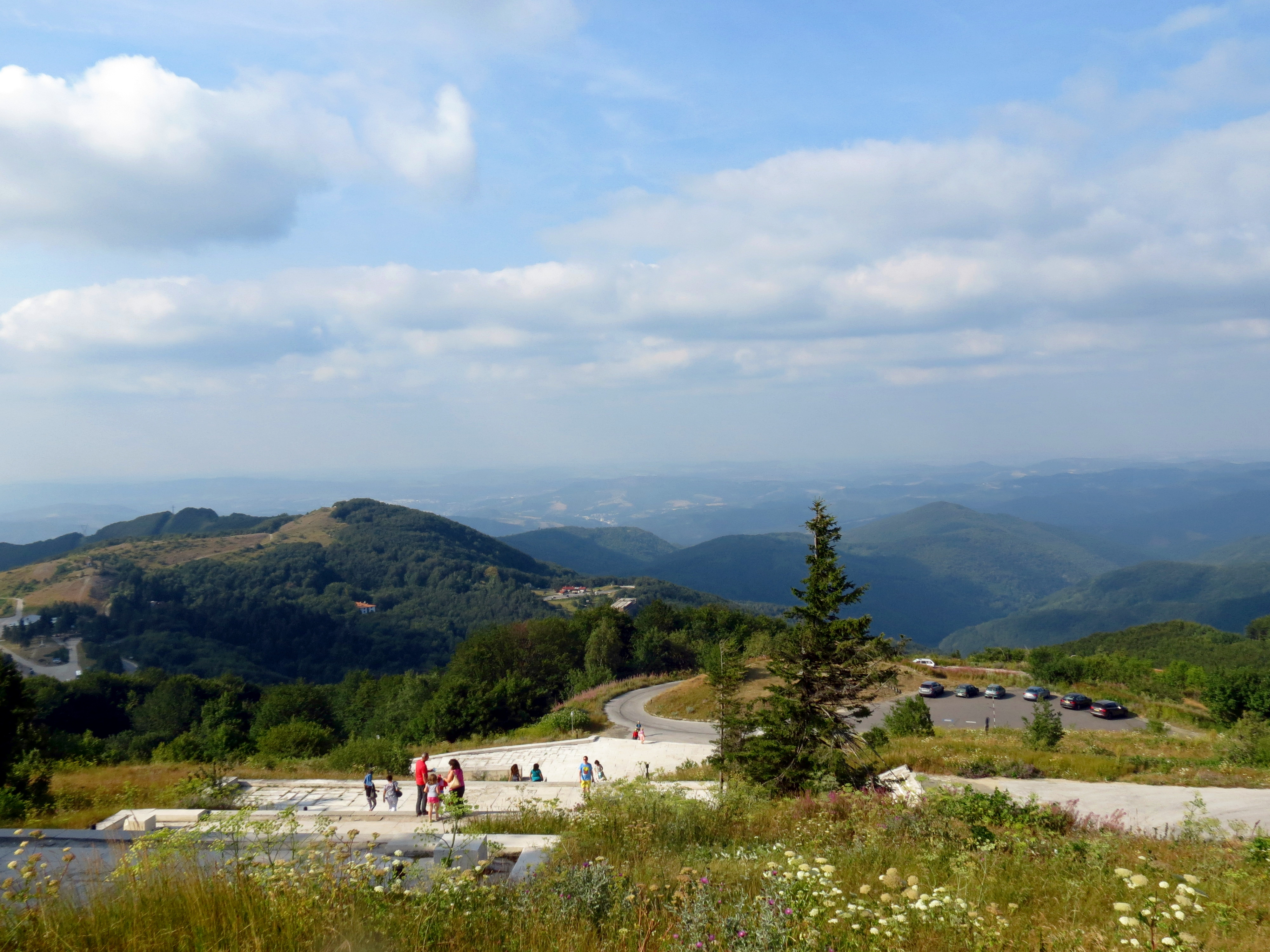
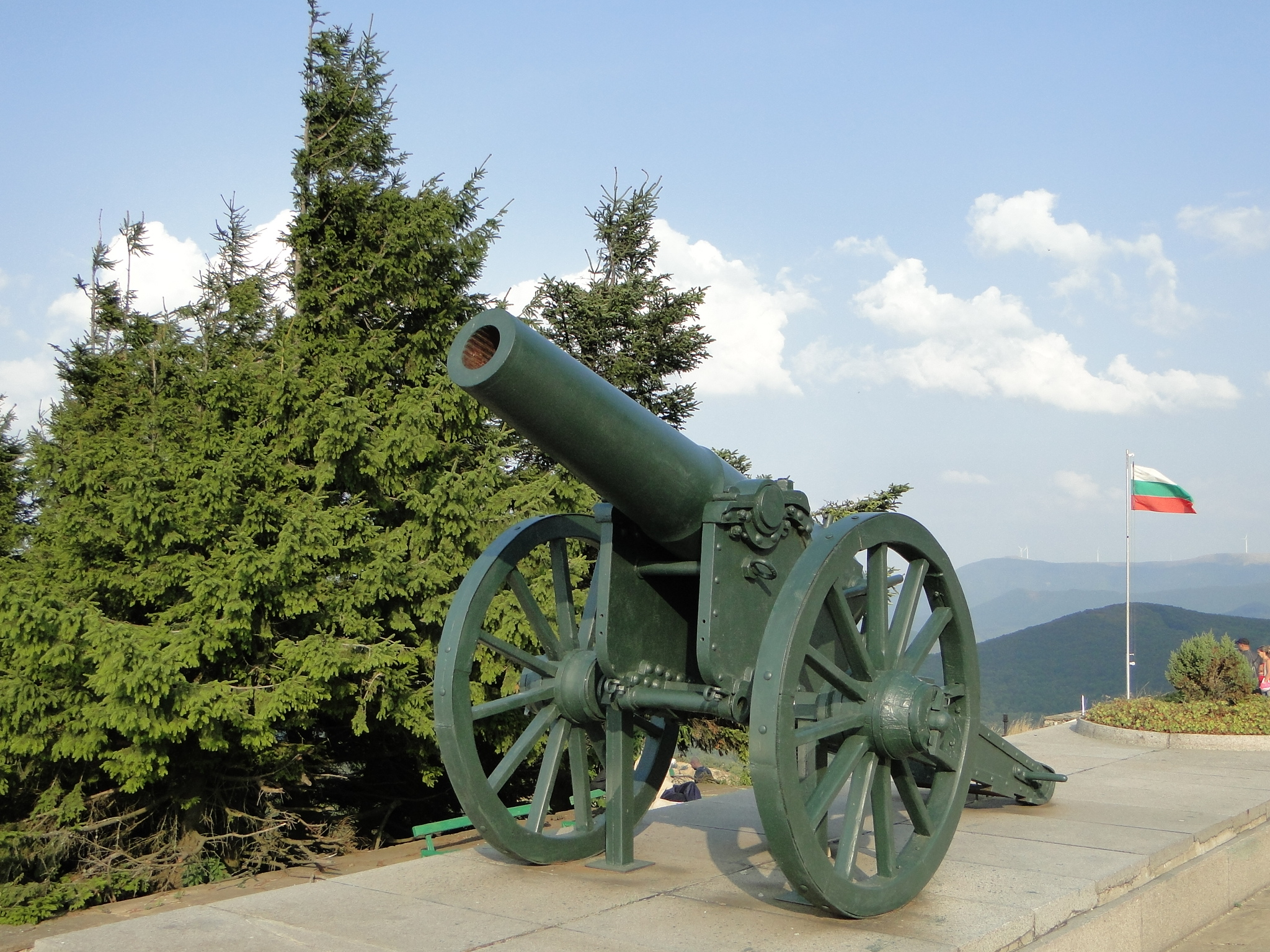